# ルーチョ・クアラントット
ルーチョ・クアラントット（伊: Lucio Quarantotto、1957年 - 2012年7月31日）は、イタリア人のソングライターで、特にアンドレア・ボチェッリの「君と旅立とう」（作曲はフランチェスコ・サルトーリ）を作詞したことで著名である。この曲は後に「タイム・トゥ・セイ・グッバイ」に改名され、デュエット曲としてボチェッリとサラ・ブライトマンが共演している。

## 来歴
この時作曲を担当したサルトーリとはその後、いずれもボチェッリのアルバム『夢の香り』（1999年）の収録曲「大いなる世界」と「静寂の闇の中で」の制作を手掛けており、また2001年にもアルバム『トスカーナ』の収録曲「千の月と千の波」を制作している。2007年にボチェッリは「大いなる世界」でブライトマンと再びデュエットしている。
このようにシュガー・ミュージックに所属していたクアラントットとサルトーリはボチェッリの人気曲を数多く作曲している。
2012年7月31日、クアラントットは自宅アパート6階の窓から飛び降り自殺を図り死亡した。